# Cantó de Ginebra
El cantó de Ginebra (francès i oficialment République et Canton de Genève, alemany Genf, romanx Genevra, italià Ginevra, arpità Geneva) és un cantó de Suïssa.
És el més occidental dels cantons de Suïssa. Està situat a l'extrem oest del llac Léman. Limita amb França en més del 90% de la seva frontera, la resta limita amb el cantó del Vaud i amb el llac mateix.
La ciutat més poblada n'és Ginebra, que també n'és la capital. Amb una superfície de 282 km² és un dels cantons més petits de la Confederació Helvètica; això no obstant, té una població de mig milió d'habitants (dades del 2020), cosa que li dona una alta densitat de població (1.555 hab/km²). Més del 40% dels seus habitants viuen a la capital.
Gràcies a la ciutat de Ginebra, és una de les regions més cosmopolites de Suïssa, amb un 38,7% de població estrangera, més que cap altre cantó. En part, això és degut al fet que Ginebra és la seu de moltes organitzacions internacionals.
Les fronteres actuals del cantó daten del 1815, any en què es va unir a la Confederació Suïssa.
L'himne del cantó és la cançó en arpità "Cé qu'è lainô" (Aquell qui és allà dalt) que descriu la història de l'Escalade (la victòria de la república protestant de Ginebra sobre les tropes del duc de Savoia Carles Manuel I el desembre de 1602).